# Стенли куп плејоф 2006.
Стенли куп плејоф Националне хокејашке лиге (НХЛ) који је одигран 2006. године почео је 21. априла а завршио 19. јуна победом Каролина харикенса над Едмонтон ојлерсима, резултатом 4-3 у финалној серији. Овим тријумфом, Каролина харикенси су стигли до свог првог Стенлијевог трофеја у овом такмичењу.
Шеснаест тимова који су се пласирали у плејоф, по осам из обе дивизије, играли су елиминаторни турнир у серијама на четири добијене утакмице кроз четири фазе такмичења (четвртфинале конференције, полуфинале конференције, финале конференције и Стенли куп финале). Овај формат се примењује од плејофа 1999. године.
Голман каролине Кем Вард освојио је Кон Смајтов трофеј као најкориснији играч (МВП) у четири рунде плејофа.
Од регуларне сезоне 2005/06, која је претходила овом плејофу, примењује се правило извођења казнених удараца (пенала) уколико победник меча не буде решен ни након регуларних 60 минута игре ни након петоминутног продужетка (4 на 4). То се међутим није применило на плејоф већ је задржан досадашњи систем продужетака од по 20 минута који се понављају све док једна од екипа не постигне гол.
Западна конференција уписала се у историју након прве рунде такмичења пошто су сва четири боље пласирана носиоца елиминисана од нижих носилаца (на другој страни, у Источној конференцији, догодило се супротно). Осми (и последњи) носилац Запада, Едмонтон ојлерси, освојили су касније конференцију и пласирали се у Стенли куп финале.

## Учесници плејофа
У плејоф су се пласирали шампиони свих шест дивизија и по пет најбољих екипа из сваке конференције на основу коначне табеле након завршетка регуларног дела сезоне 2005/06, укупно 16 тимова, по осам из сваке конференције. Тимовима су додељене позиције 1-8 на основу пласмана у својој конференцији.
Њу Џерзи девилси (Атлантик), Каролина харикенси (Југоисток), Отава сенаторси (Североисток), Детроит ред вингси (Централ), Далас старси (Пацифик) и Калгари флејмси (Северозапад) били су шампиони својих дивизија по завршетку лигашког дела сезоне 2005/06. Детроит ред вингси су освојили и трофеј Президентс као најбоље пласирани тим лигашког дела такмичења (124 бодова).
Тимови који су се квалификовали за Стенли куп плејоф 2006. следе испод.
| Шампиони источних дивизија |                                    |        |
| #                          | Клуб                               | Бодови |
| (1)                        | Отава сенаторси (Североисток)      | 113    |
| (2)                        | Каролина харикенси (Југоисток)     | 112    |
| (3)                        | Њу Џерзи девилси (Атлантик)        | 101    |
|                            |                                    |        |
| По пласману на Истоку      |                                    |        |
| #                          | Клуб                               | Бодови |
| (4)                        | Бафало сејберси (Североисток)      | 110    |
| (5)                        | Филаделфија флајерси (Атлантик)    | 101    |
| (6)                        | Њујорк ренџерси (Атлантик)         | 100    |
| (7)                        | Монтреал канадијанси (Североисток) | 93     |
| (8)                        | Тампа Беј лајтнингси (Југоисток)   | 92     |

| Шампиони западних дивизија |                                 |        |
| #                          | Клуб                            | Бодови |
| (1)                        | Детроит ред вингси (Централ)    | 124    |
| (2)                        | Далас старси (Пацифик)          | 112    |
| (3)                        | Калгари флејмси (Северозапад)   | 103    |
|                            |                                 |        |
| По пласману на Западу      |                                 |        |
| #                          | Клуб                            | Бодови |
| (4)                        | Нешвил предаторси (Централ)     | 106    |
| (5)                        | Сан Хозе шаркси (Пацифик)       | 99     |
| (6)                        | Анахајм мајти дакси (Пацифик)   | 98     |
| (7)                        | Колорадо аваланши (Северозапад) | 95     |
| (8)                        | Едмонтон ојлерси (Северозапад)  | 95     |

## Распоред и резултати серија
| Четвртфинала конференција (прва рунда) |

| Источна конференција | Источна конференција | Источна конференција | Источна конференција | Источна конференција |
| -------------------- | -------------------- | -------------------- | -------------------- | -------------------- |
| (1)                  | Отава сенаторси      | 4-1                  | Тампа Беј лајтнингси | (8)                  |
| (2)                  | Каролина харикенси   | 4-2                  | Монтреал канадијанси | (7)                  |
| (3)                  | Њу Џерзи девилси     | 4-0                  | Њујорк ренџерси      | (6)                  |
| (4)                  | Бафало сејберси      | 4-2                  | Филаделфија флајерси | (5)                  |

| Западна конференција | Западна конференција | Западна конференција | Западна конференција | Западна конференција |
| -------------------- | -------------------- | -------------------- | -------------------- | -------------------- |
| (1)                  | Детроит ред вингси   | 2-4                  | Едмонтон ојлерси     | (8)                  |
| (2)                  | Далас старси         | 1-4                  | Колорадо аваланши    | (7)                  |
| (3)                  | Калгари флејмси      | 3-4                  | Анахајм мајти дакси  | (6)                  |
| (4)                  | Нешвил предаторси    | 1-4                  | Сан Хозе шаркси      | (5)                  |

| Полуфинала конференција (друга рунда) |

| Источна конференција | Источна конференција | Источна конференција | Источна конференција | Источна конференција |
| -------------------- | -------------------- | -------------------- | -------------------- | -------------------- |
| (1)                  | Отава сенаторси      | 1-4                  | Бафало сејберси      | (4)                  |
| (2)                  | Каролина харикенси   | 4-1                  | Њу Џерзи девилси     | (3)                  |

| Западна конференција | Западна конференција | Западна конференција | Западна конференција | Западна конференција |
| -------------------- | -------------------- | -------------------- | -------------------- | -------------------- |
| (5)                  | Сан Хозе шаркси      | 2-4                  | Едмонтон ојлерси     | (8)                  |
| (6)                  | Анахајм мајти дакси  | 4-0                  | Колорадо аваланши    | (7)                  |

| Финала конференција |

| Источна конференција | Источна конференција | Источна конференција | Источна конференција | Источна конференција |
| -------------------- | -------------------- | -------------------- | -------------------- | -------------------- |
| (2)                  | Каролина харикенси   | 4-3                  | Бафало сејберси      | (4)                  |

| Западна конференција | Западна конференција | Западна конференција | Западна конференција | Западна конференција |
| -------------------- | -------------------- | -------------------- | -------------------- | -------------------- |
| (6)                  | Анахајм мајти дакси  | 1-4                  | Едмонтон ојлерси     | (8)                  |

| СТЕНЛИ КУП ФИНАЛЕ |                    |     |                  |       |
| (И-2)             | Каролина харикенси | 4-3 | Едмонтон ојлерси | (З-8) |

| Шампиони 2006.                   |
| -------------------------------- |
| Каролина харикенси (прва титула) |

## Статистика

### Тимови
| Клуб                 | ОУ | П  | И | ГД | ГП | ГДУ  | ГПУ  | ИВ   | ИМ   |
| -------------------- | -- | -- | - | -- | -- | ---- | ---- | ---- | ---- |
| Каролина харикенси   | 25 | 16 | 9 | 73 | 60 | 2.92 | 2.40 | 24.0 | 85.4 |
| Едмонтон ојлерси     | 24 | 15 | 9 | 70 | 61 | 2.92 | 2.54 | 17.0 | 86.1 |
| Бафало сејберси      | 18 | 11 | 7 | 60 | 49 | 3.33 | 2.72 | 17.2 | 82.6 |
| Анахајм мајти дакси  | 16 | 9  | 7 | 46 | 36 | 2.88 | 2.25 | 10.8 | 88.5 |
| Сан Хозе шаркси      | 11 | 6  | 5 | 29 | 29 | 2.64 | 2.64 | 15.3 | 80.6 |
| Њу Џерзи девилси     | 9  | 5  | 4 | 27 | 21 | 3.00 | 2.33 | 19.0 | 75.5 |
| Отава сенаторси      | 10 | 5  | 5 | 36 | 29 | 3.60 | 2.90 | 25.0 | 87.3 |
| Колорадо аваланши    | 9  | 4  | 5 | 22 | 31 | 2.44 | 3.44 | 9.6  | 86.0 |
| Калгари флејмси      | 7  | 3  | 4 | 16 | 17 | 2.29 | 2.43 | 13.9 | 86.4 |
| Детроит ред вингси   | 6  | 2  | 4 | 17 | 19 | 2.83 | 3.17 | 20.0 | 78.4 |
| Монтреал канадијанси | 6  | 2  | 4 | 17 | 15 | 2.83 | 2.50 | 22.2 | 80.0 |
| Филаделфија флајерси | 6  | 2  | 4 | 14 | 27 | 2.33 | 4.50 | 10.3 | 82.9 |
| Далас старси         | 5  | 1  | 4 | 15 | 18 | 3.00 | 3.60 | 16.1 | 82.1 |
| Нешвил предаторси    | 5  | 1  | 4 | 10 | 17 | 2.00 | 3.40 | 18.8 | 75.7 |
| Тампа Беј лајтнингси | 5  | 1  | 4 | 13 | 23 | 2.60 | 4.60 | 12.9 | 66.7 |
| Њујорк ренџерси      | 4  | 0  | 4 | 4  | 17 | 1.00 | 4.25 | 9.5  | 70.4 |

Статистика је преузета са званичног сајта НХЛ лиге.
(Легенда: ОУ-одигране утакмице; П-победе; И-изгубљене утакмице; ГД-дати голови; ГП-примљени голови; ГДУ-просек датих голова по утакмици; ГПУ-просек примљених голова по утакмици; ИВ-реализација играча више; ИМ-одбрана са играчем мање)